# Balqaš (città)
Balqaš (in kazako Балқаш?; in russo Балхаш?, Balchaš) è una città del Kazakistan, nella regione di Karaganda.
Città industriale e mineraria fondata nel 1937, sorge sulla sponda settentrionale del lago Balqaš.